# Erycinidia tenera
Erycinidia tenera är en fjärilsart som beskrevs av Jordan 1930. Erycinidia tenera ingår i släktet Erycinidia och familjen praktfjärilar. Inga underarter finns listade i Catalogue of Life.